# Saint-Denis, Réunion
För arrondissementet med samma namn, se Saint-Denis (arrondissement i Réunion).
Saint-Denis är huvudstaden i det franska utomeuropeiska departementet Réunion, en ö belägen i Indiska Oceanen. Staden ligger på öns nordligaste punkt, nära Rivière Saint-Denis mynning. Saint-Denis hade 156 149 invånare 2022, och är den mest folkrika kommunen bland de som tillhör de utomeuropeiska departementen.
Saint-Denis grundades av Étienne Régnault år 1669 och blev huvudstad på ön 1738.

## Geografi

### Stadsdelar
Staden har många stadsdelar:
Le Barachois, Bellepierre, Bois-de-Nèfles, La Bretagne (Le Cerf), Le Brûlé, Les Camélias, Centre-ville, Champ-Fleuri, La Montagne (Le Colorado, Ruisseau Blanc, Saint-Bernard), Montgaillard, La Providence, La Rivière Saint-Denis (La Redoute), Ruisseau des Noirs, Saint-François, Saint-Jacques, Sainte-Clotilde (Le Butor, Le Chaudron, Commune Prima, Domenjod, Le Moufia), La Source, La Trinité

## Befolkningsutveckling
Antalet invånare i kommunen Saint-Denis
| Referens: INSEE |

## Kultur och sevärdheter
- Katedralen i Saint-Denis
- Moskén Noor-e-Islam, de flesta av Reunion och den äldsta existerande på fransk mark (1905).
- Jardin de l'État (Statsträdgården) och Naturhistoriska museet i Reunion

## Vänorter
- Nice, Frankrike (1961)
- Metz, Frankrike (1986)
- Tanger, Marocko
- Taiyuan, Kina (2012)

## Kända personer
Dömd till exil i Reunion, levde den marockanska Rais Abd el-Krim några år i Saint-Denis från 1926.
- François Gédéon Bailly de Monthion (1776–1850), känd som generalen vars namn står på Triumfbågen, Paris
- Auguste Lacaussade (1815–1897), skald
- Roland Garros (1888–1918), flygpionjär
- Raymond Barre (1924–2007), ekonom och politiker
- Daniel Sangouma (1965), friidrottare
- Gérald de Palmas (1967), kompositör och sångare
- Daniel Narcisse (1979), handbollsspelare

## Galleri

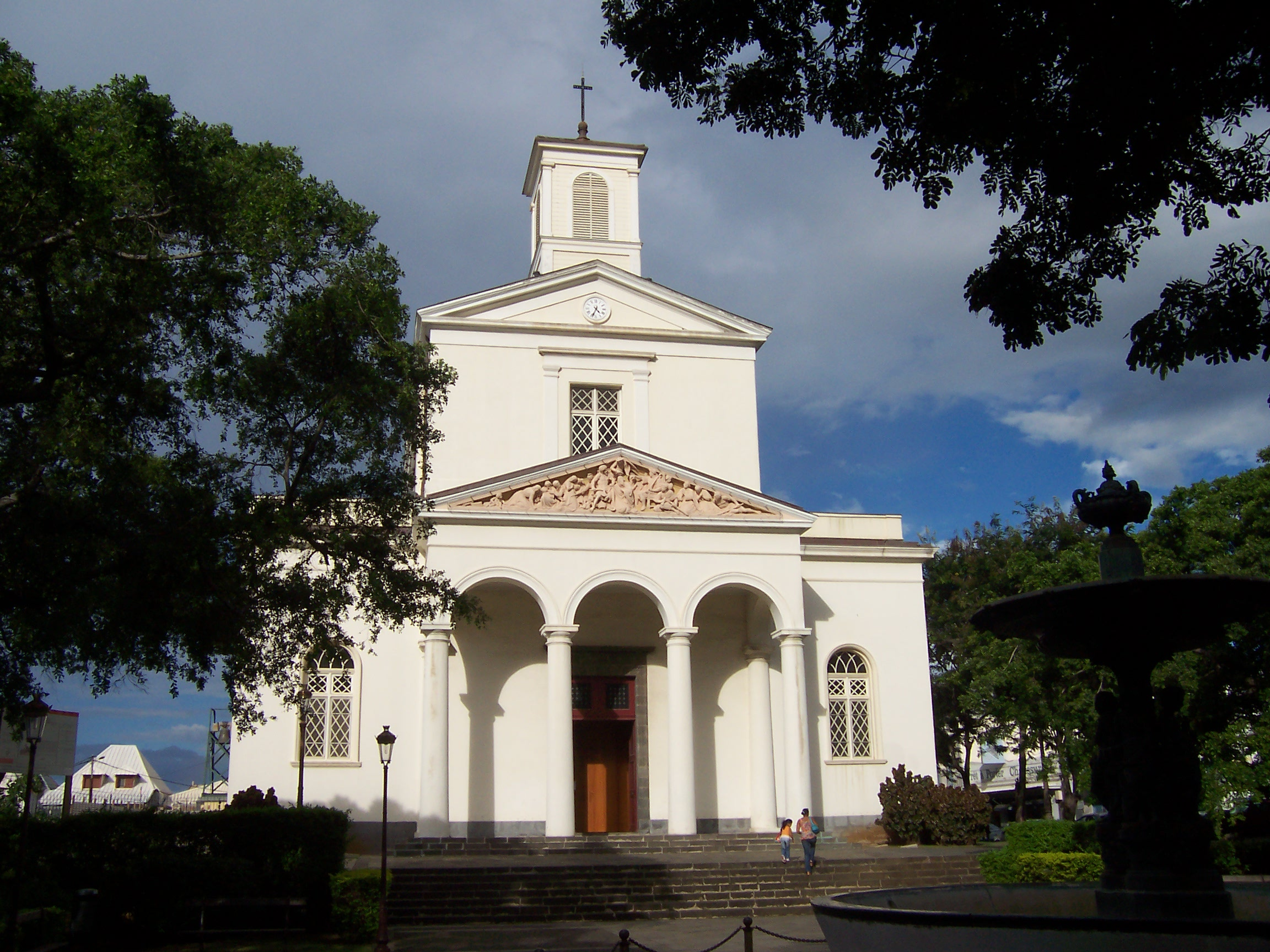
Katedralen i Saint-Denis.
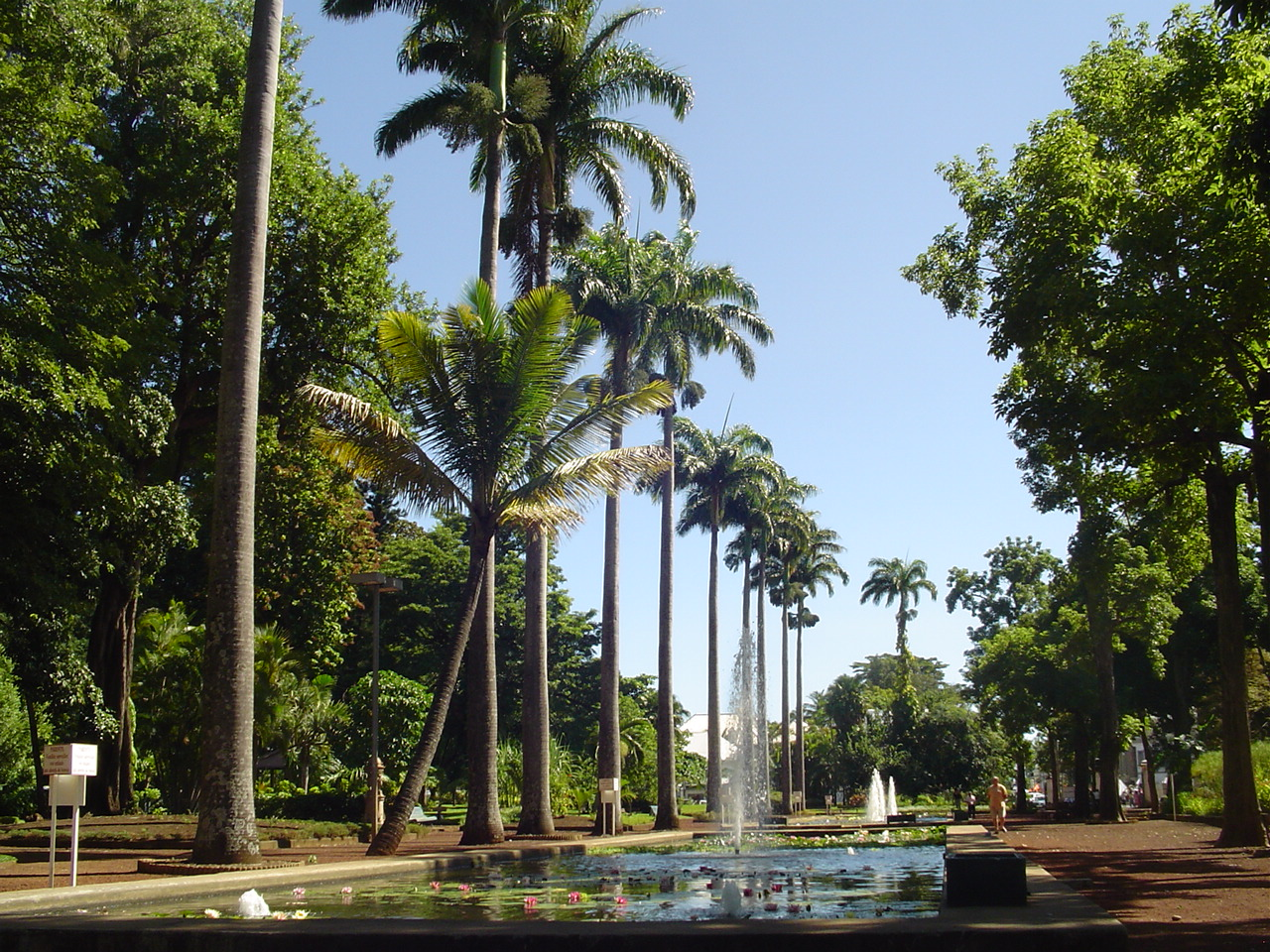
Jardin de l'État (Statsträdgården)
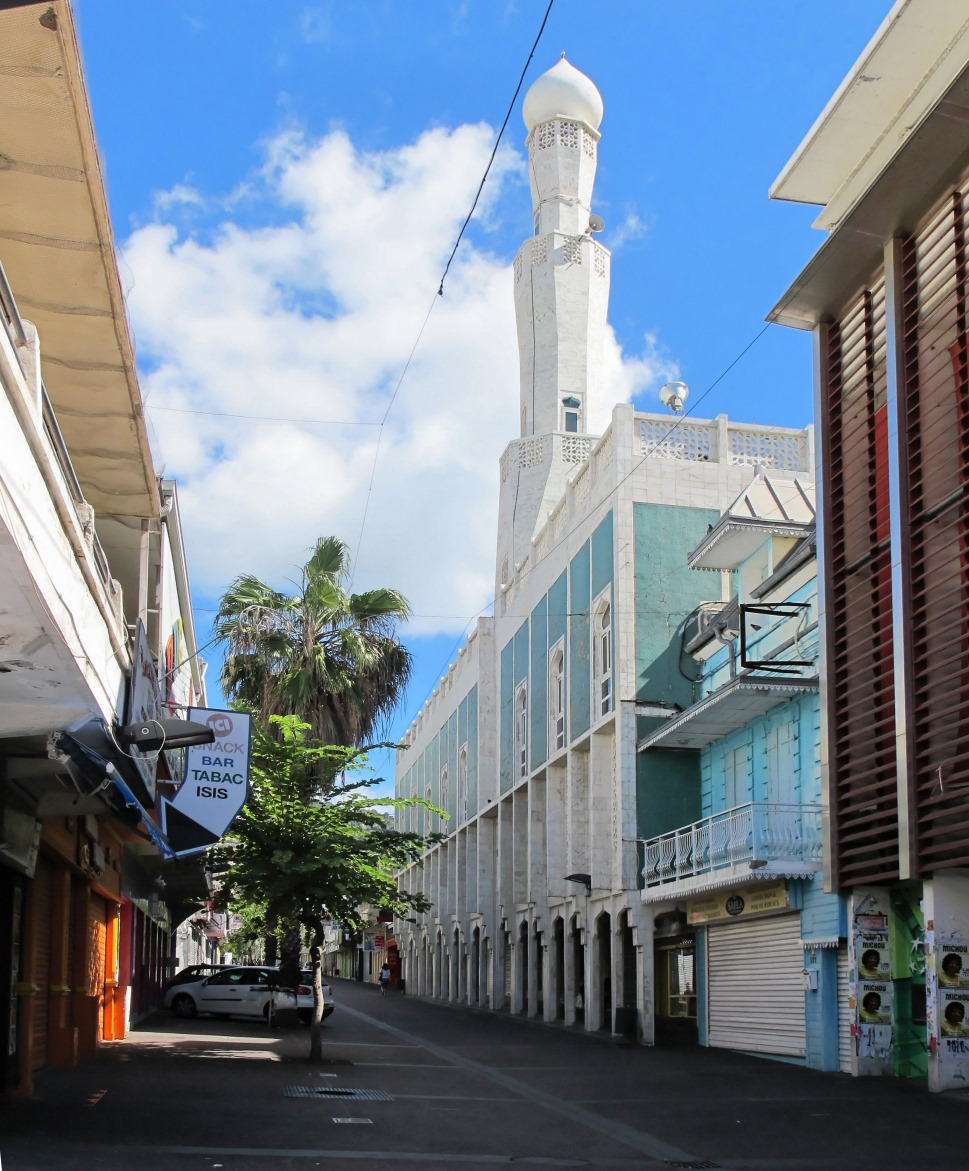
Moskén Noor-e-Islam.
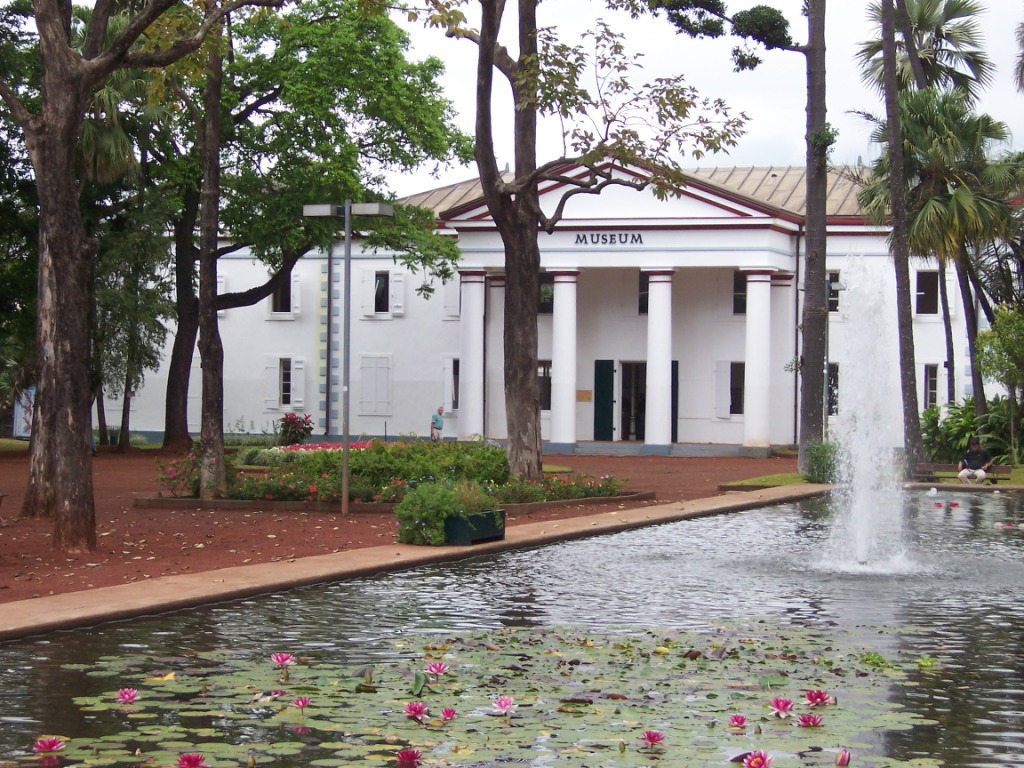
Naturhistoriska museet i Reunion.